# Bogucin (województwo wielkopolskie)
Bogucin (niem. Hammer) – wieś w Polsce, położona w województwie wielkopolskim, w powiecie poznańskim, w gminie Swarzędz, w okolicach drogi krajowej nr 92 oraz skrzyżowania linii kolejowej nr 353 z linią kolejową nr 395. Od północy, zachodu i południa graniczy z Poznaniem, a od wschodu z Ligowcem.
Nazwa wsi jest nazwą dzierżawczą pochodząca od nazwy osobowej Boguta. 

## Integralne części wsi
| SIMC    | Nazwa    | Rodzaj    |
| ------- | -------- | --------- |
| 0595430 | Ligowiec | część wsi |

## Historia
Wieś Bogucin wymieniona jest na dokumencie lokacyjnym Poznania z 1253 roku wśród 17 wsi okalających miasto.
Dobra bogucińskie były częścią klucza kicińskiego przynależnego proboszczowi katedralnemu w Poznaniu. Na terenie wsi nad rzeką Główną znajdował się majątek Hammer, obejmujący młyn, kuźnię oraz folwark. W XVIII wieku w pobliżu Hammer (Hamra) lokowano osadę olęderską - Główieńskie Olędry. W 1919 roku osady Hamer i Główieńskie Olędry połączono w jedną miejscowość i przywrócono historyczną nazwę Bogucin. 
W latach 1975–1998 miejscowość administracyjnie należała do województwa poznańskiego. W 1982 powstała tu drewniana kaplica Matki Boskiej Różańcowej.

## Zabytki
- ceglany młyn z początku XIX wieku,
- dom młynarza (dwór) z końca XIX wieku[8].